# Loi électorale (Québec)
La loi électorale du Québec est une loi qui régit le processus électoral au Québec. La loi actuelle a reçu la sanction royale le 22 mars 1989 et est entrée en vigueur le 24 avril 1989. De nombreux amendements y ont depuis été apportés.

## Description
Cette loi crée différents postes et organismes. Le directeur général des élections du Québec (le DGEQ) est un fonctionnaire indépendant et impartial nommé par l'Assemblée nationale du Québec pour administrer les opérations électorales et superviser l'application du régime de financement applicable aux candidats et aux partis politiques. Les 125 directeurs du scrutin sont nommés par le DGEQ pour un mandat renouvelable de dix ans; ils administrent chacun les opérations électorales à l'échelle d'une circonscription. Le comité consultatif est un comité formé du DGEQ et de représentants des partis politiques représentés à l'Assemblée nationale du Québec; il a pour mandat de donner son avis sur les questions relatives à la Loi électorale. Enfin, la commission de la représentation électorale (la CRE) s'assure de diviser la province en circonscriptions respectant le critère de représentation effective. La CRE, composée du DGEQ et de deux autres membres nommés par l'Assemblée nationale du Québec, doit procéder à une nouvelle délimitation des circonscriptions à toutes les deux élections générales.

## Historique
Les débuts de la loi électorale
Les premières élections législatives au Bas-Canada se tiennent en 1792. Il n’existe alors aucune institution pour encadrer les pratiques électorales. Les élections se font à main levée, ce qui ouvre la porte à toutes les formes d’intimidation. L’achat des votes et les bagarres sont des pratiques courantes. Deux électeurs perdent la vie dans une bataille au cours des élections de 1858. Lors des élections générales de 1867, le désordre est si grand dans le comté de Kamouraska que le législateur annule carrément la tenue du scrutin et le comté se voit privé de représentant.
Lorsque les mains levées montrent une majorité évidente en faveur d’un candidat, celui-ci peut immédiatement être déclaré élu. Dans le cas contraire, l’officier-rapporteur doit ouvrir un bureau de scrutin et le tenir ouvert tant que des électeurs viennent voter. Il n’y a pas de limite de temps. Une élection partielle tenue à Montréal en 1832 a duré près d’un mois. Une réforme électorale en 1849 limite la durée de l’élection à deux jours.

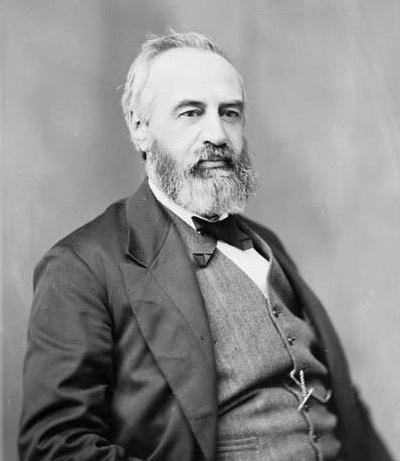
Charles-Eugène Boucher de Boucherville, premier ministre du Québec de 1874 à 1878 et de 1891 à 1892. C'est sous son gouvernement qu'est votée la première loi électorale de la province en 1875.

En février 1875, le gouvernement Boucherville fait adopter une loi électorale introduisant le scrutin secret afin d’empêcher l’intimidation des électeurs. La nouvelle loi prévoit également que le scrutin aura lieu le même jour (et un jour seulement) dans toutes les circonscriptions. La loi de 1875 est explicite dans sa définition de corruption électorale, qui inclut le fait de donner ou de promettre des « deniers » ainsi que des « mets, boissons, rafraîchissements ou provisions ». La nouvelle loi interdit également l’emploi ou la menace d’employer « la force, la violence ou la contrainte », d’infliger ou de menacer d’infliger « quelque lésion, dommage, préjudice ou perte d’emploi », de recourir à l’intimidation ou d’empêcher le libre exercice du vote.
D’autres réformes sont mises en place progressivement au cours des décennies suivantes afin de prévenir les abus. À partir de 1895, l’employeur a l’obligation de libérer ses employés pour leur permettre d’aller voter. En 1912, le gouvernement du Québec met fin au « vote plural » qui permet à un électeur de voter plusieurs fois s’il possède des propriétés dans plusieurs circonscriptions. La nouvelle loi précise qu’un électeur peut voter une seule fois par élection.
Le cens électoral
Avant 1849, le droit de vote est exclusif aux propriétaires. C’est ce qu’on appelle le vote censitaire. À partir de 1849, le droit est étendu aux locataires à condition qu’ils puissent fournir la preuve d’un revenu atteignant un certain seuil. Cette restriction, ajoutée aux exigences d’être un homme âgé de 21 ans, fait que le droit de vote est réservé à 14% de la population en 1867. Le seuil du cens électoral est diminué en 1889, puis en 1895, pour que le vote soit de moins en moins restrictif.
Le cens d’éligibilité est le même que pour le cens électoral, c’est-à-dire qu’il est impossible de se porter candidat si on ne remplit pas les conditions pour voter. Il est proposé pour la première fois en 1881 d’abolir le cens d’éligibilité des députés. Un citoyen doit alors posséder un actif de plus de 2 000$ (l’équivalent de 50 000 $ aujourd’hui) pour se porter candidat. La proposition est rejetée malgré l’appui du premier ministre Joseph-Adolphe Chapleau. Le député conservateur Narcisse LeCavalier de Jacques-Cartier convainc ses collègues qu’abolir le cens d’éligibilité aurait pour effet de voir se multiplier les « candidats de paille ».
Le seuil du cens électoral est à nouveau abaissé par la loi électorale de 1912. La nouvelle loi n’abolit pas le cens, mais les exigences sont si minimes qu’on considère généralement qu’il s’agit de la mise en place du suffrage universel masculin. Dans les faits, ce n’est qu’en 1936 que la restriction censitaire au droit de vote est complètement abolie. La loi conserve l’obligation pour les candidats de faire un dépôt de 200 $, une dépense considérable pour l’époque.
Contestation des élections
Avant 1875, près de 20% des élections sont contestées. Le record est atteint au lendemain des élections de 1841, où 38% des députés voient leur élection remise en question. Il revient alors aux élus et non aux juges de trancher la contestation des élections et celle-ci n’est visiblement pas une préoccupation importante. Par conséquent, les élections contestées sont rarement renversées. La loi électorale de 1875 s’accompagne d’une procédure judiciaire pour contester les élections soupçonnées d’être frauduleuses. Ces causes se retrouvent désormais devant les tribunaux.
La loi de 1875 amène la notion d’influence indue. Au-delà de la violence et de l’intimidation, la nouvelle loi empêche d’user de toute forme d’influence pour empêcher les électeurs de voter librement, notamment l’influence cléricale. Cette notion est employée plusieurs fois pour contester les élections à la fin du XIXe siècle. Plusieurs prêtres sont accusés d’avoir abusé de leur influence spirituelle pour contraindre leurs paroissiens à voter pour un candidat, par exemple en refusant les sacrements aux électeurs contrevenants. Cette influence indue profite surtout aux candidats conservateurs, bien que des prêtres libéraux soient également mis en cause. Avant 1875, il était impossible de contester une élection pour influence indue. Plusieurs membres du clergé catholique ont donc pu abuser impunément de leur influence. L’ingérence cléricale diminue drastiquement après les élections fédérales de 1896 et les contestations d’élections pour influence indue se font beaucoup plus rares.

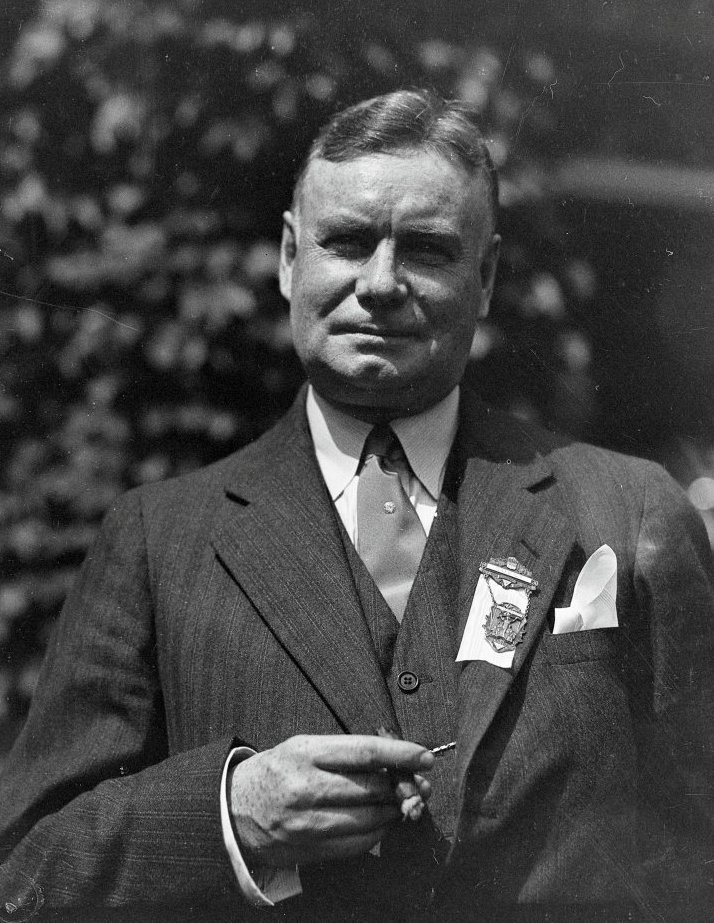
Joseph Henry Dillon, député libéral de Montréal-Sainte-Anne de 1924 à 1935.

Une loi est mise en place en 1931 pour limiter le droit de contester les élections. Le lendemain des élections provinciales, le chef conservateur Camillien Houde entreprend de contester les 79 victoires libérales devant les tribunaux. En réponse à ce qu’il considère un abus du processus judiciaire, le gouvernement libéral de Louis-Alexandre Taschereau vote la Loi modifiant la loi des élections contestées de Québec (22 George V, c. 20). La loi est connue sous le sobriquet de « loi Dillon » en référence à son proposeur, le ministre Joseph Henry Dillon. La réforme oblige la personne contestant l’élection à prouver que le dépôt de 1000 $ nécessaire pour enclencher la procédure provient de ses fonds personnels. Cette modification à la loi ruine la stratégie des conservateurs, puisque les dépôts ont été payés par les financiers du parti. Le gouvernement libéral donne à la loi une portée rétroactive afin d’annuler toutes les contestations en cours. La loi est abolie dès la première session parlementaire du gouvernement Duplessis en 1936.
Partis politiques et candidatures
Au moment de la Confédération, les partis politiques n’ont aucune existence légale, ce qui signifie que les affiliations partisanes ne sont pas officielles. Les candidats peuvent affirmer leur appartenance au cours de l’élection ou même attendre le lendemain du scrutin pour choisir leur parti. Il est courant de voir plusieurs candidats d’un même parti s’affronter dans un seul comté. C’est en 1904 qu’on voit pour la première fois se tracer une ligne claire entre les candidats officiels et les candidats indépendants. Le record est atteint en 1919. Profitant de la faiblesse du Parti conservateur, qui ne présente que 20 candidats dans un total de 81 circonscriptions, 27 candidats libéraux indépendants se présentent. Quatre parviennent à se faire élire contre le candidat officiel du Parti libéral.
Sous les premiers ministres Maurice Duplessis et Antonio Barrette, les candidatures partisanes indépendantes deviennent un instrument de corruption électorale. Aux élections de 1956 et de 1960, des candidats portant le même nom que le candidat libéral officiel se présentent comme libéraux indépendants. Dans le seul comté de Montréal-Saint-Louis, six candidats libéraux indépendants se présentent aux élections générales de 1960, dont un portant le même nom de famille que le député sortant. La stratégie manque être efficace dans le comté de Laurier, où un faux René Lévesque libéral indépendant récolte 910 votes alors que le vrai n’est élu que par une majorité de 129 voix contre son adversaire de l’Union nationale.
La loi électorale de 1964 amène une reconnaissance officielle des partis politiques et prévoit l’inscription de l’affiliation partisane des candidats sur le bulletin de vote. Les élections partielles de 1963 sont les dernières où se présentent des candidats attachés officieusement à un parti.
Le vote des femmes
Des femmes votent pour la première fois aux élections fédérales en 1917. Le gouvernement conservateur de Robert Borden accorde ce droit aux épouses, femmes et filles de soldats. Ce vote féminin conditionnel permet au Parti conservateur d’obtenir une forte majorité. Le gouvernement fédéral accorde le droit de vote aux femmes en 1918. Les autres provinces canadiennes mettent en place le suffrage féminin entre 1916 (le Manitoba et la Saskatchewan) et 1922 (l’Île-du-Prince-Édouard). Le Québec ferme la marche en accordant le droit de vote aux femmes en 1940.
Ce retard à accorder le droit de vote aux femmes est commun aux pays de tradition catholique, bien que dans ces pays la droite catholique soit au premier rang pour revendiquer le suffrage féminin, encouragée par le pape Benoît XV. Comme leurs adversaires libéraux, les partis catholiques considèrent que les femmes sont de par leur nature plus conservatrices que les hommes. Les libéraux sont quant à eux plus réticents à accorder le droit de vote à un électorat qui leur semble perdu d’avance.

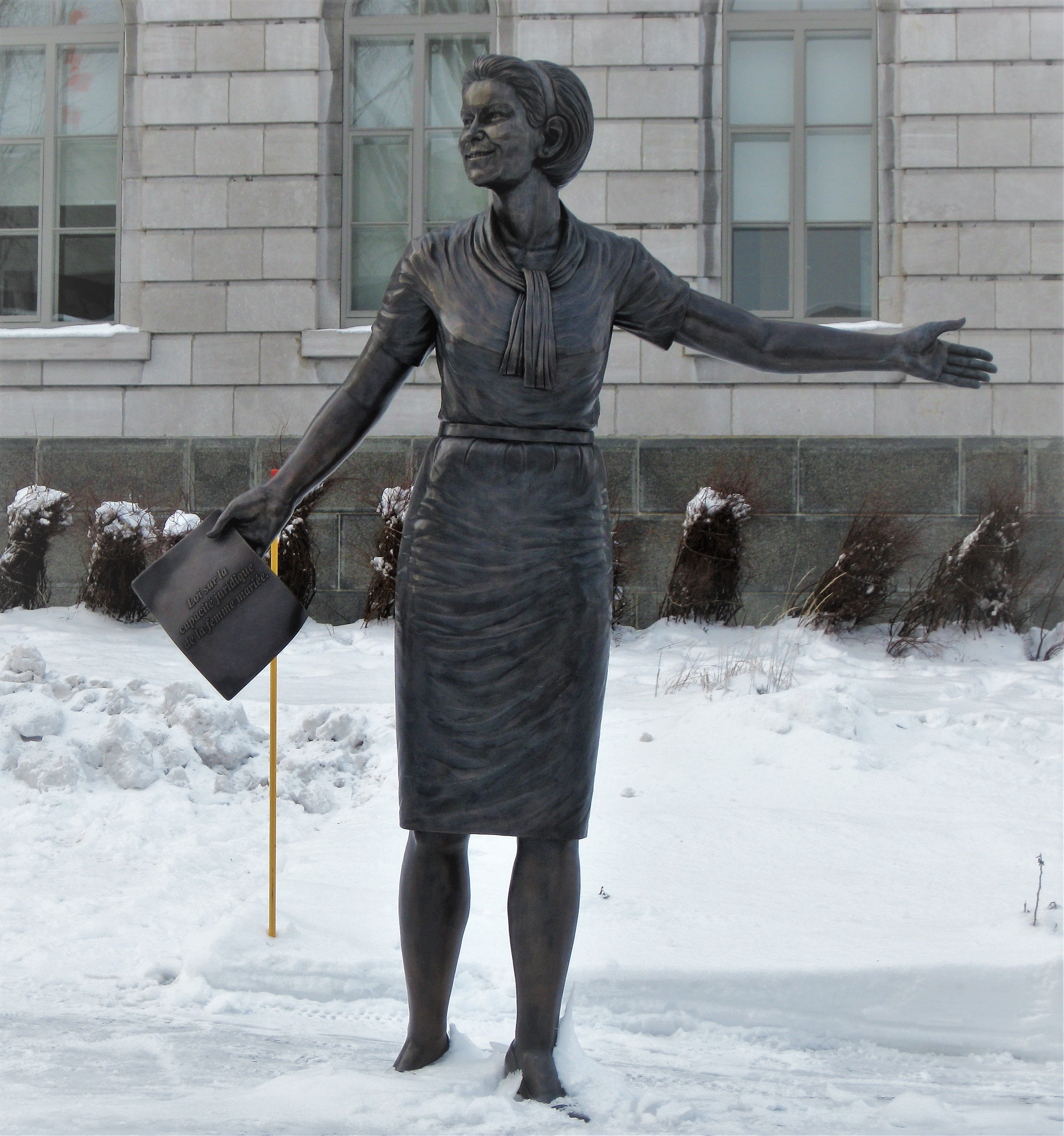
Statue faisant partie du Monument en hommage aux femmes en politique installé sur la façade sud de l'hôtel du Parlement sur la Grande Allée à Québec. La statue représente Marie-Claire Kirkland-Casgrain, première femme élue à l'Assemblée nationale du Québec.

La proposition d’accorder le droit de vote aux femmes est rejetée par l’Assemblée législative du Québec pour la première fois en 1922. Elle est ensuite débattue à 12 reprises entre 1927 et 1938. De nombreuses voix réclament l’adoption du suffrage féminin, tant au sein du Parti libéral que du Parti conservateur, mais les chefs Louis-Alexandre Taschereau et Arthur Sauvé y sont personnellement opposés. Le premier ministre Maurice Duplessis module quant à lui sa position en fonction de ses adversaires : favorable au suffrage féminin lorsque les libéraux s’y opposent, réfractaire lorsque les libéraux s’y montrent favorables. Lors de son congrès de 1938, le Parti libéral du Québec fait inscrire le droit de vote des femmes à son programme, sur proposition de Thérèse Casgrain. Les femmes québécoises obtiennent le droit de vote dès la première session du nouveau gouvernement Godbout en 1940. Les premières Québécoises à utiliser leur droit de vote au niveau provincial le font lors des élections partielles tenues dans les comtés de Huntingdon et de Saint-Jean-Napierville en 1941. Toutes les Québécoises seront appelées à voter pour la première fois lors des élections générales de 1944.
Avec le droit de vote vient le droit de se présenter aux élections. La première femme candidate à une élection provinciale au Québec est Mae Leahy O’Connor. Veuve du député Dennis James O’Connor de Huntingdon décédé pendant son mandat, elle se présente à l’élection partielle de 1947 pour lui succéder. Elle est battue par John Gillies Rennie de l’Union nationale. La première femme élue est Claire-Kirkland Casgrain. Fille du député Charles-Aimé Kirkland de Jacques-Cartier décédé pendant son mandat, elle se présente à l’élection partielle de 1961 pour lui succéder. Elle est élue contre le candidat libéral indépendant Paul-Émile Lejour.
L’âge des électeurs
Depuis l’Acte constitutionnel de 1791, il faut être âgé de 21 ans pour pouvoir voter aux élections québécoises. Au début des années 1960, des associations étudiantes se mobilisent pour faire abaisser l’âge de la majorité électorale à 18 ans. La proposition est surtout populaire chez la partie de la population favorable aux objectifs de la Révolution tranquille, qui y voit un moyen de contrer la résistance qu’on suppose plus âgée.
En 1963, l’âge de la majorité électorale est abaissé à 18 ans. Le Québec est la quatrième province à abaisser l’âge de la majorité à 18 ans, suivant l’Alberta et la Saskatchewan (1944) ainsi que la Colombie-Britannique (1953). L’abaissement de la majorité électorale sera voté en 1969 en Grande-Bretagne, en 1970 au Canada, en 1971 aux États-Unis et en 1974 en France.
L’abaissement de la majorité électorale au Québec précède celui de la majorité civile, qui ne sera abaissée à 18 ans qu’en 1971.
Le droit de vote des autochtones
En 1915, c’est-à-dire peu de temps après avoir mis en place le suffrage universel masculin, le gouvernement québécois interdit le droit de vote aux Autochtones (la Loi emploie le terme « Indien ») et aux personnes d’ascendance autochtone. En cas de doute, il peut être demandé à l’électeur de jurer qu’il n’a pas de « sang sauvage » et qu’il ne réside pas « dans une réserve affectée pour les sauvages, ». Cet amendement à la loi électorale est apporté par le Conseil législatif et les journalistes ne donnent aucun détail sur les délibérations qui ont conduit à son adoption. On ne connaît donc pas les motivations des conseillers.

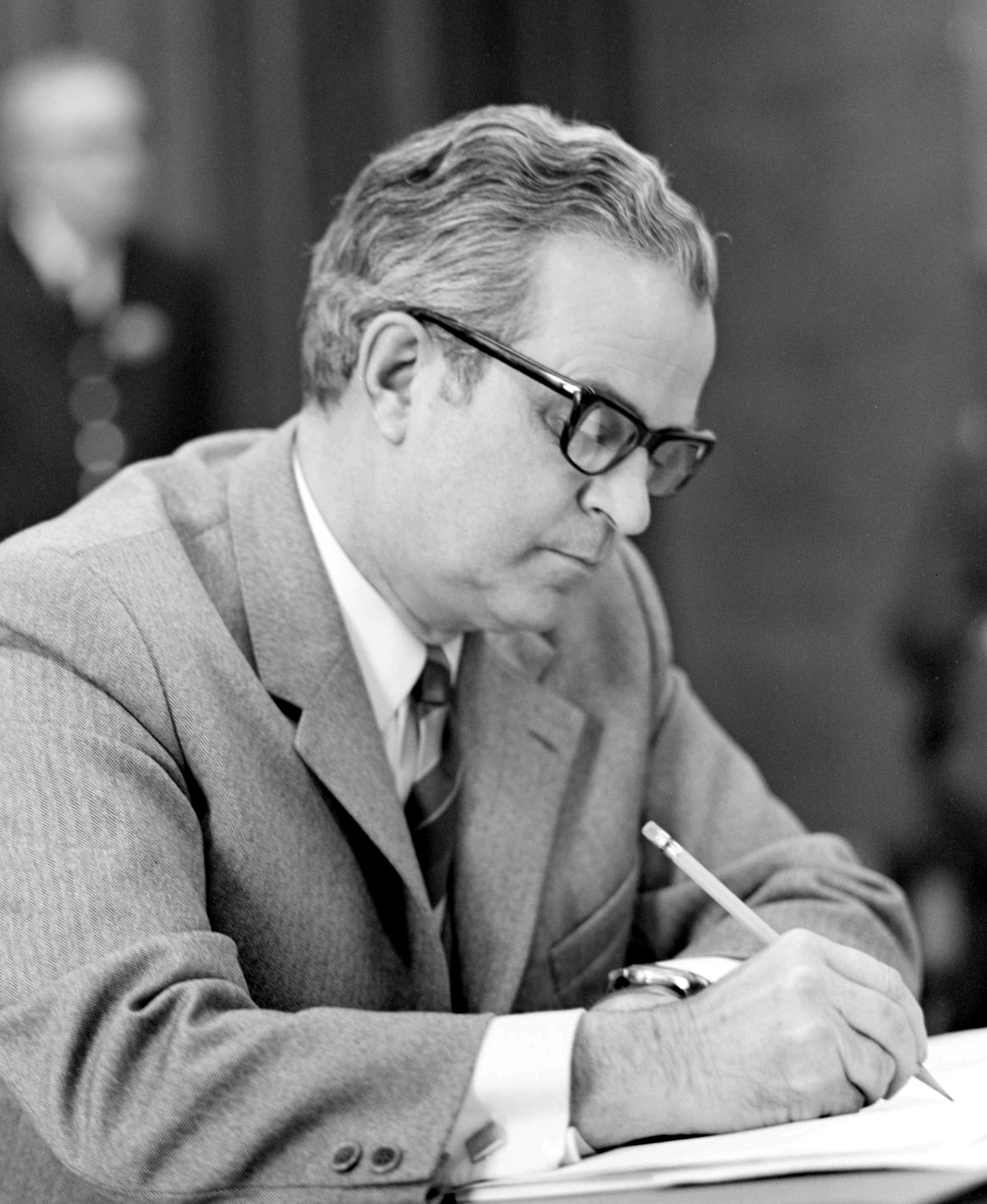
Jean-Jacques Bertrand, premier ministre du Québec de 1968 à 1970.

Le 2 mai 1969, le Québec devient la dernière province canadienne à accorder le droit de vote aux autochtones. Les autres provinces l’ont accordé entre 1949 (Colombie-Britannique) et 1965 (Alberta). Les autochtones ont toujours conservé leur droit de voter aux élections provinciales en Nouvelle-Écosse, à Terre-Neuve et dans les Territoires du Nord-Ouest. Le premier ministre Jean-Jacques Bertrand, parrain de cette proposition, dit espérer que « l’octroi de ce droit de vote aux Indiens pourra peut-être les amener à se sentir un peu plus Québécois et à s’intéresser davantage aux affaires publiques du Québec. » La proposition est adoptée sans opposition.
La carte électorale
En 1867, la carte électorale du Québec compte 65 circonscriptions dont la délimitation est la même pour les élections provinciales et fédérales. La carte électorale est modifiée pour la première fois en 1890 pour tenir compte de l’accroissement de la population et atténuer la disproportion entre les circonscriptions rurales et urbaines. Le gouvernement est alors seul juge de la carte électorale et les réformes se font donc de façon arbitraire. Bien que le nombre de circonscriptions augmente dans les régions de Québec et de Montréal, les régions rurales restent avantagées par un nombre de circonscriptions beaucoup plus élevées par rapport au nombre d’habitants.
La réforme de 1939 par le gouvernement de l’Union nationale est particulièrement dénoncée. Officiellement pour des raisons d’économie, elle fait disparaître des comtés détenus par les partis d’opposition. La sélection des circonscriptions affectées n’est appuyée par aucune donnée statistique démontrant la nécessité des modifications. Les délibérations du comité se font à huis clos.
En 1971, le gouvernement Bourassa crée une commission permanente pour la réforme des districts électoraux afin de soustraire la carte électorale aux considérations partisanes. Le premier mandat de la commission est d’harmoniser le nombre d’électeurs inscrits dans chaque circonscription tout en tenant compte de la réalité géographique. En 1982, le personnel de la commission est intégré à celui du Directeur général des élections du Québec.
Entre 1867 et 1989, le nombre de circonscriptions a augmenté progressivement pour passer de 65 à 125. Depuis 1987, la loi électorale du Québec fixe à 125 le nombre maximum de circonscriptions.
Le financement des partis politiques
Aucune loi n’encadre les dépenses électorales lors des scrutins de 1867 et de 1871. Le scandale du Canadien pacifique sur la scène fédérale (le Canadien pacifique a remis des sommes importantes au Parti conservateur en l’échange du contrat du chemin de fer transcontinental) montre la nécessité  d’une entité externe exerçant un certain contrôle des dépenses. À partir de 1875, les dépenses doivent être autorisées par un « agent officiel » du candidat et un rapport doit être déposé et publié dans la Gazette officielle. Les candidats n’ont toutefois aucune obligation de faire connaître les sources de leur financement. L’encadrement des dépenses électorales est rendu plus difficile par la loi de 1903, qui permet à un candidat d’avoir plusieurs agents. Le gouvernement du Québec abandonne le contrôle des dépenses électorales en 1936, officiellement pour des raisons d’économie. À partir de 1936, les candidats n’ont plus à présenter un état des dépenses. Cette obligation de lister les dépenses électorales est restaurée en 1963, mais il n’est toujours pas question de connaître les sources de financement.
La loi de 1963 marque un tournant dans l’encadrement des dépenses électorales. Non seulement on réintroduit l’obligation de rendre les dépenses publiques, mais on instaure un montant de dépenses maximum aux partis et aux candidats. La nouvelle loi prévoit également un remboursement de 50% des dépenses des candidats qui obtiennent au moins 20% des votes.

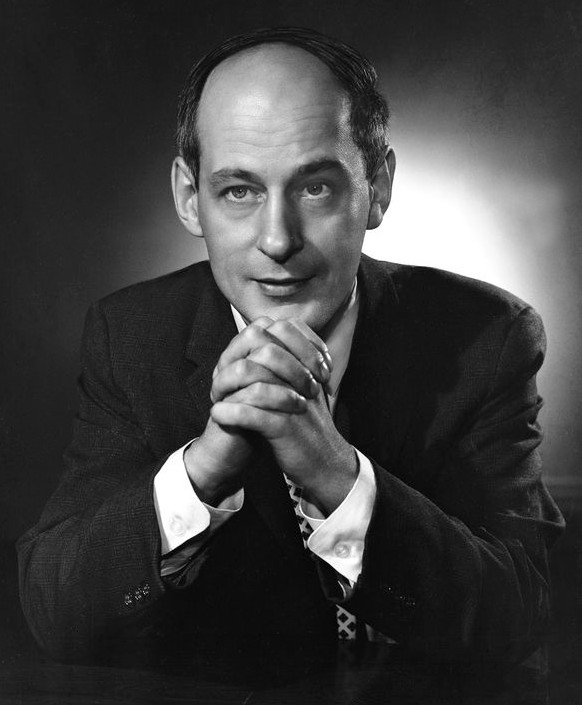
René Lévesque, premier ministre du Québec de 1976 à 1984.

Au congrès libéral de 1967, René Lévesque propose de rendre publiques les sources de revenu des partis politiques, mais sa proposition est fort mal reçue et rejetée. Le chef Jean Lesage qualifie la proposition de Lévesque d’« excès de vertu » et le président du parti Irénée Lapierre accuse Lévesque de ne plus être « rentable » pour le Parti libéral.
La loi de 1977 s’attaque au financement des partis politiques. Il est désormais interdit aux entreprises et aux associations de contribuer. Les citoyens peuvent faire une contribution annuelle maximale de 3000 $. Les contributions de plus de 25 $ doivent être rendues publiques. Au financement populaire s’ajoute désormais un financement étatique calculé en fonction du pourcentage de votes reçus aux dernières élections. Le montant alloué par l’État a considérablement augmenté lors de la réforme de 2012. En 2016, 74 % des revenus des partis politiques provenaient du financement étatique.
Au début des années 2000, le financement des partis politiques devient un problème aux yeux de l’opinion publique. Au niveau fédéral, le scandale des commandites et la Commission d’enquête sur le programme de commandites et les activités publicitaires (commission Gomery) donne à la population l’impression que l’octroi des contrats gouvernementaux est directement lié aux contributions à la caisse électorale du parti au pouvoir. Des révélations semblables se font au Québec par la Commission d’enquête sur l’octroi et la gestion des contrats publics dans l’industrie de la construction (commission Charbonneau). En 2010, le gouvernement Charest va au-devant des coups en abaissant la contribution maximale à 1 000 $ par personne. Le financement des partis politiques au Québec s’harmonise donc avec le financement des partis politiques au Canada. En 2012, le gouvernement Marois abaisse encore le plafond, cette fois à 100 $ par personne. Le Québec fait cette fois cavalier seul puisqu’au même moment au Canada, la contribution maximale individuelle est augmentée à 1 200 $.

## Contenu
Électeur
Pour avoir la qualité d'électeur, une personne doit remplir cinq conditions : avoir dix-huit ans accomplis, être de citoyenneté canadienne, être domiciliée au Québec depuis six mois ou plus, ne pas être en curatelle, et ne pas être privée, en vertu de la Loi électorale ou de la Loi sur la consultation populaire, de ses droits électoraux.
Les circonscriptions
Financement des partis politiques
Au Québec seuls les particuliers ont le droit de contribuer à la caisse des partis. Le total des contributions au parti politique est limité ainsi que le total des dépenses électorales. Un parti politique peut dépenser au maximum 0.60$ (can.) par électeur. Pour un candidat la limite à ne pas dépasser est de 1.00$ (can.) Il existe des exceptions dans les circonscriptions de Duplessis, Rouyn-Noranda-Témiscamingue, Saguenay et Ungava, le maximum augmente de 0,25 $(can.) par électeur et dans la circonscription des îles-de-la-Madeleine, le maximum augmente de 0,70 $(can.) par électeur. Lors d'une élection partielle, la limite des dépenses électorales d'un candidat est augmentée de 0,60 $.
Le jour d'élection
Il a lieu le cinquième lundi après l'annonce de la tenue d'élection. Si le  D.G.E.Q. reçoit le décret un lundi, mardi, mercredi, le scrutin aura lieu le sixième lundi. Si le lundi en question est un jour férié l'élection aura lieu la journée suivante. Toute publicité déployée dans le cadre de la campagne électorale le jour du scrutin est illégale, qu'elle soit radiodiffusée, télédiffusée ou publiée dans un journal.
Contestation
Tout électeur ayant le droit de voter a le droit de contester les résultats électoraux en s'adressant à la Cour du Québec. L'élection d'un député est alors nulle jusqu'à ce que les trois juges ayant examiné le dossier remettent leur verdict.
Élection partielle
Il doit y avoir élection partielle six mois après l'annonce de la vacance d'un siège. Toutefois, si la dernière élection générale a eu lieu il y a plus de quatre ans, le gouvernement n'est pas tenu de déclencher une élection partielle. 
À l'annonce d'élection générale, la tenue d'élection partielle est annulée.
Remboursement des dépenses électorales
Le D.G.E.Q. rembourse 50 % des dépenses électorales des candidats élus ou ayant eu au moins 15 % des voix et il rembourse 50 % au parti ayant reçu au moins 1 % des votes valides.
Dispositions de la loi jugées pertinentes